# Manfred Zeidler (Historiker)
Manfred Zeidler (* 1952) ist ein deutscher Historiker.

## Leben
Zeidler studierte Osteuropäische Geschichte und Slawistik und beschäftigte sich insbesondere mit Forschungen zum Themenkomplex Nationalsozialismus und Zweiter Weltkrieg. Von 1989 bis 1992 arbeitete er an einem von der Kulturstiftung der deutschen Vertriebenen getragenen Projekt über die Rote Armee in Ostdeutschland. 1991 durfte Zeidler dazu als einer der ersten westlichen Historiker Einblick in bis dahin geheime Militärarchive der Sowjetunion nehmen. 1993 promovierte er mit einer Arbeit unter dem Titel Reichswehr und Rote Armee, 1920–1933. Weitere Ergebnisse wurden später in dem Buch Kriegsende im Osten veröffentlicht.
Von 1994 bis 1998 war Zeidler für das Hannah-Arendt-Institut für Totalitarismusforschung tätig. Für das Militärgeschichtliche Forschungsamt war er an der Erstellung der Abschlussbände für die Buchreihe Das Deutsche Reich und der Zweite Weltkrieg beteiligt, zu denen er unter anderem einen Beitrag über den „Ablauf der sowjetischen Besetzung des östlichen Deutschlands sowie [die] tieferen Ursachen der eskalierenden Gewalt gegen wehr- und schuldlose Zivilisten“ beisteuerte.

## Schriften
- MfS-Sonderhaftanstalt Bautzen II, Hrsg. vom Hannah-Arendt-Institut für Totalitarismusforschung an der TU Dresden, Dresden 1994, ISBN 3-929048-63-9
- Reichswehr und Rote Armee 1920–1933. Wege und Stationen einer ungewöhnlichen Zusammenarbeit (= Beiträge zur Militärgeschichte, Band 36). Oldenbourg, München 1993; 1994, ISBN 3-486-55966-4 (Dissertation, Universität Frankfurt am Main 1990, 374 [16] Seiten, Illustrationen).
- Stalinjustiz kontra NS-Verbrechen – Die Kriegsverbrecherprozesse gegen deutsche Kriegsgefangene in der UdSSR in den Jahren 1943–1952. Kenntnisstand und Forschungsprobleme (= Berichte und Studien, Nr. 9), Hannah-Arendt-Institut für Totalitarismusforschung e. V. an der TU Dresden, Dresden 1996, ISBN 3-931648-08-7.
- Kriegsende im Osten – Die Rote Armee und die Besetzung Deutschlands östlich von Oder und Neiße 1944/45. Oldenbourg, München 1996, ISBN 3-486-56187-1
- Das Sondergericht Freiberg – Zu Justiz und Repression in Sachsen 1933–1940 (= Berichte und Studien, Nr. 16), Hannah-Arendt-Institut für Totalitarismusforschung e. V. an der TU Dresden, Dresden 1998, ISBN 978-3-931648-16-9.
- Gefangene in deutschem und sowjetischem Gewahrsam 1941–1956: Dimensionen und Definitionen (= Berichte und Studien, Nr. 23), herausgegeben vom Hannah-Arendt-Institut für Totalitarismusforschung e. V. an der Technischen Universität Dresden, Dresden, 1999, ISBN 3-931648-25-7.
- Arno Surminski, Mathias Beer, Manfred Zeidler u. a.: Flucht und Vertreibung. Europa zwischen 1939 und 1948. Ellert & Richter, München 2004, ISBN 3-8319-0173-2.
- Der 20. Juli 1944 – Eine Replik. V&R unipress, Göttingen 2005, ISBN 3-89971-213-7[3]